# Comuna Horodîșce, Sambir
Horodîșce (în ucraineană Городище) este o comună în raionul Sambir, regiunea Liov, Ucraina, formată din satele Horodîșce (reședința) și Side.

## Demografie
Componența lingvistică a comunei Horodîșce
     Ucraineană (99,62%)
     Alte limbi (0,28%)
Conform recensământului din 2001, majoritatea populației comunei Horodîșce era vorbitoare de ucraineană (99,62%), existând în minoritate și vorbitori de alte limbi.